# Rasalhague
Rasalhague (α Oph) – najjaśniejsza gwiazda w gwiazdozbiorze Wężownika (obserwowana wielkość gwiazdowa: 2,07m). Odległa od Słońca o ok. 49 lat świetlnych.

## Nazwa
Gwiazda nosi tradycyjną nazwę Rasalhague, która wywodzi się od arabskiego ‏رأس الحواء‎ raʾis al-ḥawwāʾ, co oznacza „głowa Wężownika” i nawiązuje do jej położenia w gwiazdozbiorze. Nazwa ta była historycznie zapisywana na wiele sposobów. Międzynarodowa Unia Astronomiczna w 2016 roku formalnie zatwierdziła użycie formy Rasalhague dla określenia tej gwiazdy.

## Charakterystyka
Rasalhague to olbrzym należący do typu widmowego A5. Temperatura powierzchni tej gwiazdy to około 8500 K. Jest to gwiazda podwójna, olbrzymowi towarzyszy słabsza gwiazda okrążająca go co 8,7 roku. Większy składnik Alfa Ophiuchi A ma masę od 2 do 4 razy większą niż masa Słońca, mniejszy – Alfa Ophiuchi B ma masę niewiele większą niż pół masy Słońca. Mniejsza gwiazda to pomarańczowy karzeł; znajduje się wciąż na ciągu głównym i należy do typu widmowego K5–K7.